# 21501 Acevedo
21501 Acevedo è un asteroide della fascia principale. Scoperto nel 1998, presenta un'orbita caratterizzata da un semiasse maggiore pari a 2,3159444 UA e da un'eccentricità di 0,0711913, inclinata di 5,58623° rispetto all'eclittica.